# مدينة المساجد في باجيرهات

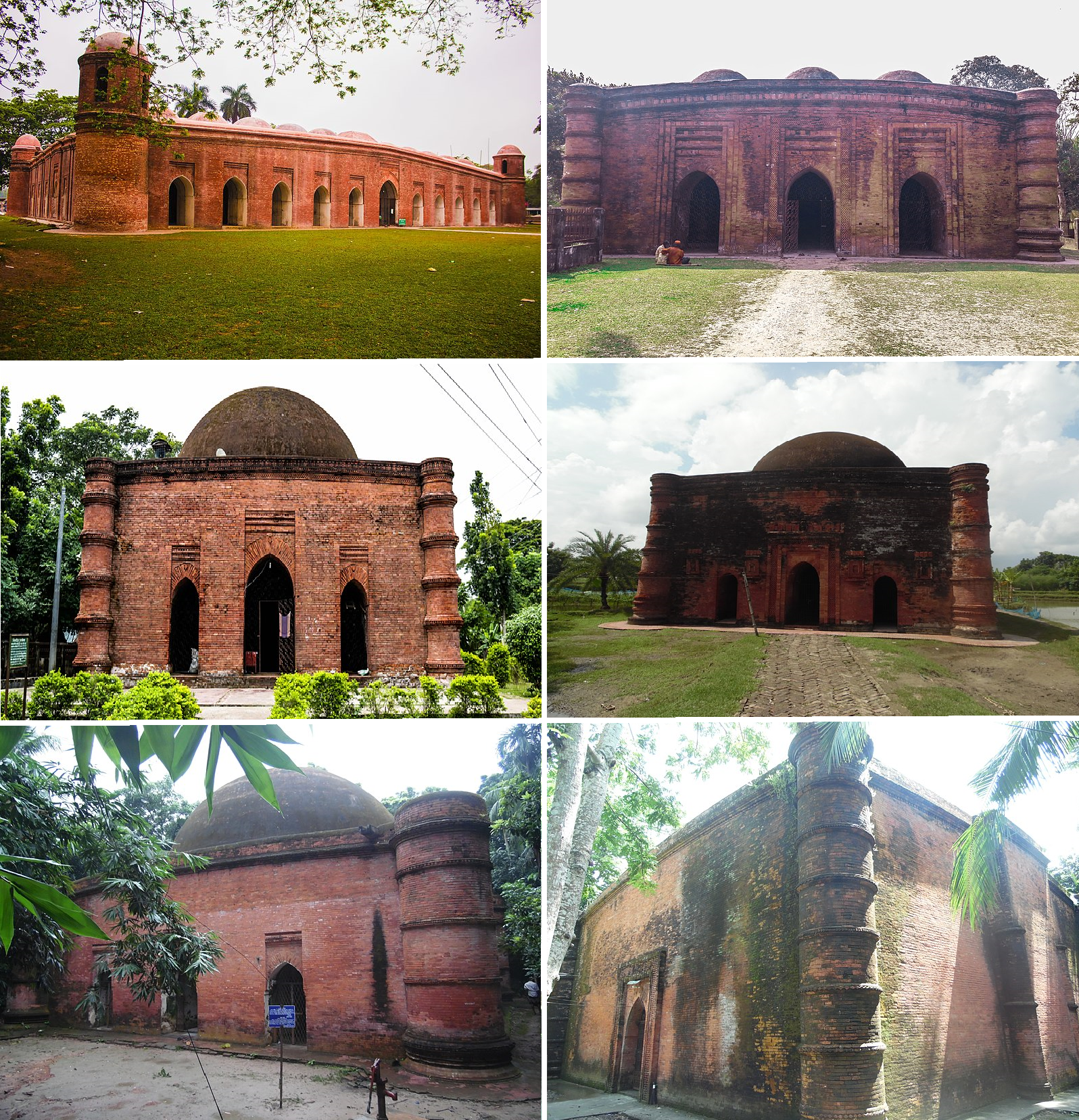
موقع تراث عالمي تابع لمنظمة منظمة الأمم المتحدة للتربية والعلم والثقافة (يونسكو)

تُعد مدينة باجيرهات (المعروفة تاريخياً باسم خليفة آباد) (بالإنجليزية: The Mosque City of Bagerhat)‏ موقع تراث عالمي تابع لمنظمة الأمم المتحدة للتربية والعلم والثقافة يونسكو وتقع في منطقة باجرهات بجنوب بنغلاديش. تضم المدينة العديد من المساجد التي تم بنائها في سلطنة البنغال خلال القرن الخامس عشر ميلادياً ويُعد مسجد الستين قبة من أكبر تلك المساجد. وهناك مساجد أخرى بالمدينة مثل مسجد سينجير، مسجد القباب التسع، وضريح خان جيهان، مسجد بيبي بيجني ومسجد رونفيجويبور. تم بناء المساجد خلال حكم أولوج خان جيهان، الضابط التركي الذي تم تعينه من قبل سلطان البنغال محمود شاه كحاكم سونداربانس.
كان الموقع بمثابة دار سك العملة بسلطنة البنغال. تضم مدينة باجيرهات واحداً من أكبر الأماكن التي تحتوي على مساجد عصر السلطنة ببنغلاديش. إن المدينة التاريخية، التي وصفتها مجلة فوربس بأنها واحدة من بين 15 مدينة مفقودة حول العالم، تحتوى على أكثر من 50 بناء تم تشيدهم في سلطنة البنغال على الطراز الهندي الإسلامي المعماري. تظهر مساجد مدينة باجيرهات بساطة اختلاف طراز خان جيهان بسلطنة البنغال. تلك المساجد لم يتم اكتشافها إلا بعد إزالة الغطاء النباتي الذي كان يخفيها عن الأنظار لعدة قرون. تم الاعتراف بالموقع من قبل منظمة الأمم المتحدة للتربية والعلم والثقافة (يونسكو) في عام 1983م تحت المعيار الرابع (IV) «كنموذج بارز لمجموعة معمارية تظهر مرحلة هامة في التاريخ البشري»، حيث مسجد الستين قبة يضم في الواقع 60 عمود و77 قبة ويُعد الأكثر شهرة. أمتازت المساجد بالأعمال الفنية الفخارية والزخرفة العربية (أرابيسك).

## مدينة المساجد التاريخية بباجيرهات
موقع تراث عالمي تابع لمنظمة الأمم المتحدة للتربية والعلم والثقافة (يونسكو) وتقع في منطقة باجرهات بجنوب بنغلاديش.

## الجغرافيا

موقع مدينة المساجد في باجيرهات ببنغلاديش

تقع مدينة المساجد بباجيرهات في جنوب البنغال بالقرب من مصب دلتا البنغال الواسع. تبعد المدينة بمسافة 60 كيلومتر (37 ميل) عن ساحل خليج البنغال. تمتد المدينة على مساحة 50 كيلومتر مربع (19 ميل مربع)، على ضفة فرع موريبوند بنهر بهايراب على امتداد 6 كيلومتر (3.7 ميل) في الاتجاه الشرقي- الغربي وحوالي 25 كيلومتر (16 ميل) في الاتجاه الشمالي الجنوبي، والذي كان جزء من غابات الأيكة الساحلية (مانجروف) بسونداربانس. تبعاً لسلطنة تاكا، فإنه تم تشييد المدينة في القرن الخامس عشر ميلادياً وكانت تُعرف باسم خليفة آباد خلال القرن السادس عشر. ونتيجة للطبيعة البيئة ذات الغابات الكثيفة وسكنها النمور، فإن المدينة تم تطوريها من خلال بنية تحتية فريدة من نوعها من أجل تهيئتها وجعلها قابلة للسكن. توجد جميع الآثار حالياً في البيئة الطبيعية حيث الأراضي الزراعية المحاطة بأشجار النخيل.

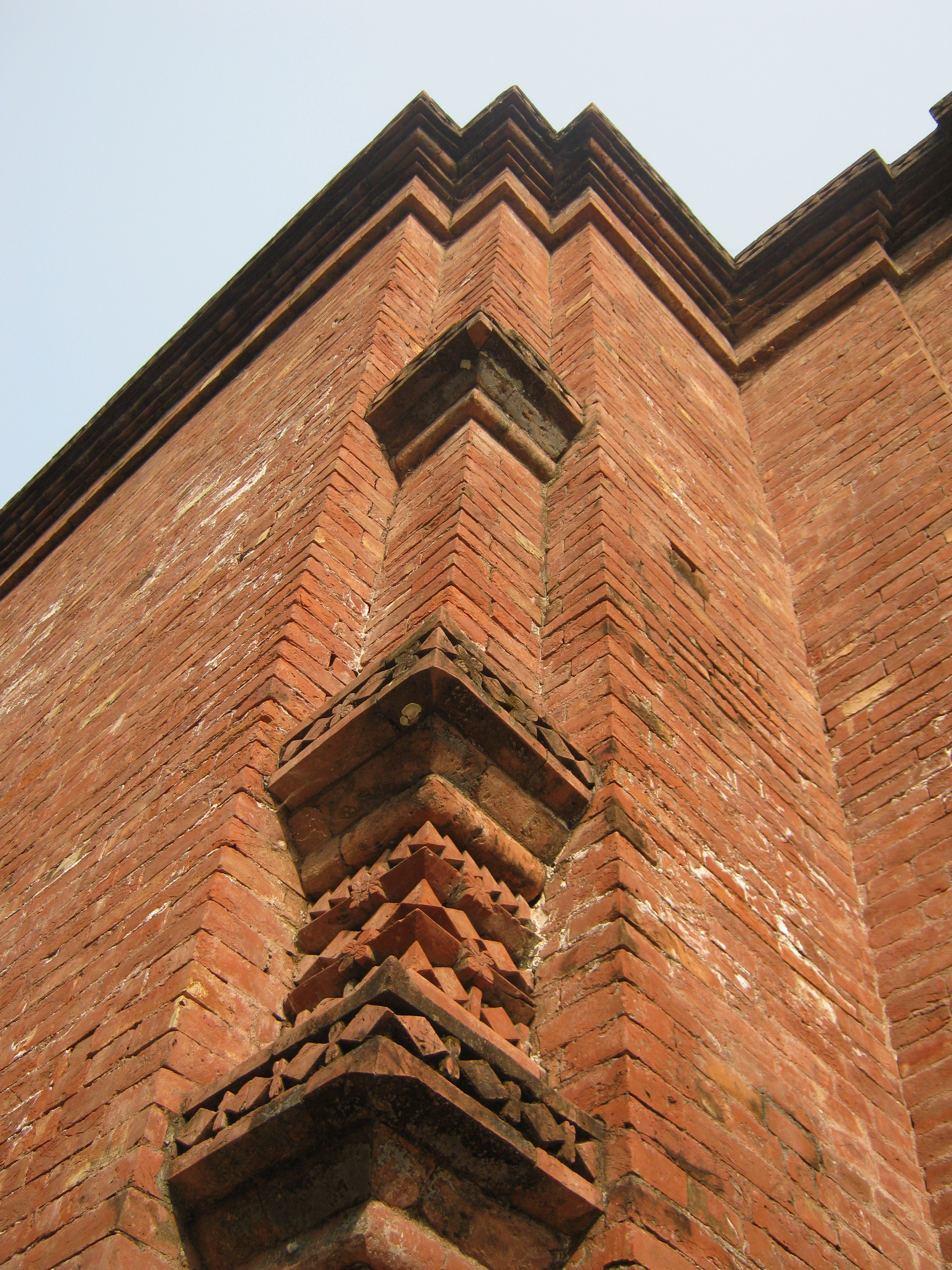
زخرفة عربية (أرابيسك) من الفخار على زاية جدار بمسجد الستين قبة.

## التاريخ
قام السلطان البنغالي بتعيين أولوج خان جيهان كحاكم سونداربانس الواقعة بجنوب البنغال خلال أثناء القرن الخامس عشر ميلادياً. كان أولوج خان جيهان من أصول تركية ولقبه «أولوج» كان اللقب الشائع للحكام ذو التقاليد الفارسية- التركية. جذبت سلطنة البنغال العديد من المهاجرين من الشرق الأوسط وآسيا الوسطى الذين جلبوا معهم أفكار العمارة الإسلامية. كان مقر سلطنة البنغال في مدينتي باندوا وجودا. كانت مدينة سونارجون بشرق البنغال مركزاً إدارياً هاماً. وكانت أيضاً منطقة بورما بأراكان تحت حكم سلطنة البنغال. تقع غابات سونداربانس في الجنوب الغربي بالبنغال. وفقاً لريتشارد إيتون، فإن الغابات البنغالية كانت الهدف الرئيسي للبعثات التبشيرية والدعوة للدين الإسلامي. كان الأشخاص الذين يعيشون في الغابات خارج التصنيف الاجتماعي الهندي. استخدمت البعثات التبشيرية بالدين الإسلامي الصوفية من أجل جذب السكان المحليين. ويدل التركيز الكبير للمساجد بالمدينة على سرعة تقبل السكان المحليين للدين الإسلامي واعتناقهم الإسلام.
حكم أولوج خان جيهان المنطقة التي تخضع حالياً لتقسيم خولنا وتقسيم باريسال ببنغلاديش. تشير النقوش بمدينة باجيرهات إلى أن المسجد تم بنائه خلال فترة حكم السلطان محمود شاه بين عامي 1450 و1459م. ومن المثير للاهتمام أن السلطان محمود شاه كان هؤ المسئول عن نقل عاصمة البنغال من باندوا إلى جودا. وشهدت فترة حكمه تطورات هامة في الهندسة المعمارية. وبجنوب البنغال، أظهرت مدينة المساجد بباجيرهات بساطة «طراز خان جيهان» في العمارة الإسلامية البنغالية. ويعود الفضل لألولوج خان جيهان في تأسيس البلدة المخططة من خلال إنشاء الطرق، والجسور وخزانات المياه (والتي مازال موجود منها خزاني جوراديجي ودارجاديكي)، وأحواض المياه، والعديد من المساجد والمقابر. عاش أولوج خان جيهان في المدينة وكان صوفياً محباً لفعل الخير والعطاء.
في عام 1895م، تم إجراء مسح شامل للمنطقة من قبل هيئة المسح الأثري بالهند البريطانية، وبدأ تنفيذ عمليات ترميم مسجد الستين قبة في عام 1903-1904م. وبحلول عام 1907-1908م كان قد تم ترميم جزء من السقف وترميم 28 قبة. ثم لاحقاً في عام 1982-1983م، وضعت منظمة الأمم المتحدة للتربية والعلم والثقافة (يونسكو) خطة رئيسية لمنطقة باجيرهات وأصبحت موقع تراث عالمي في عام 1985.

## الهندسة المعمارية

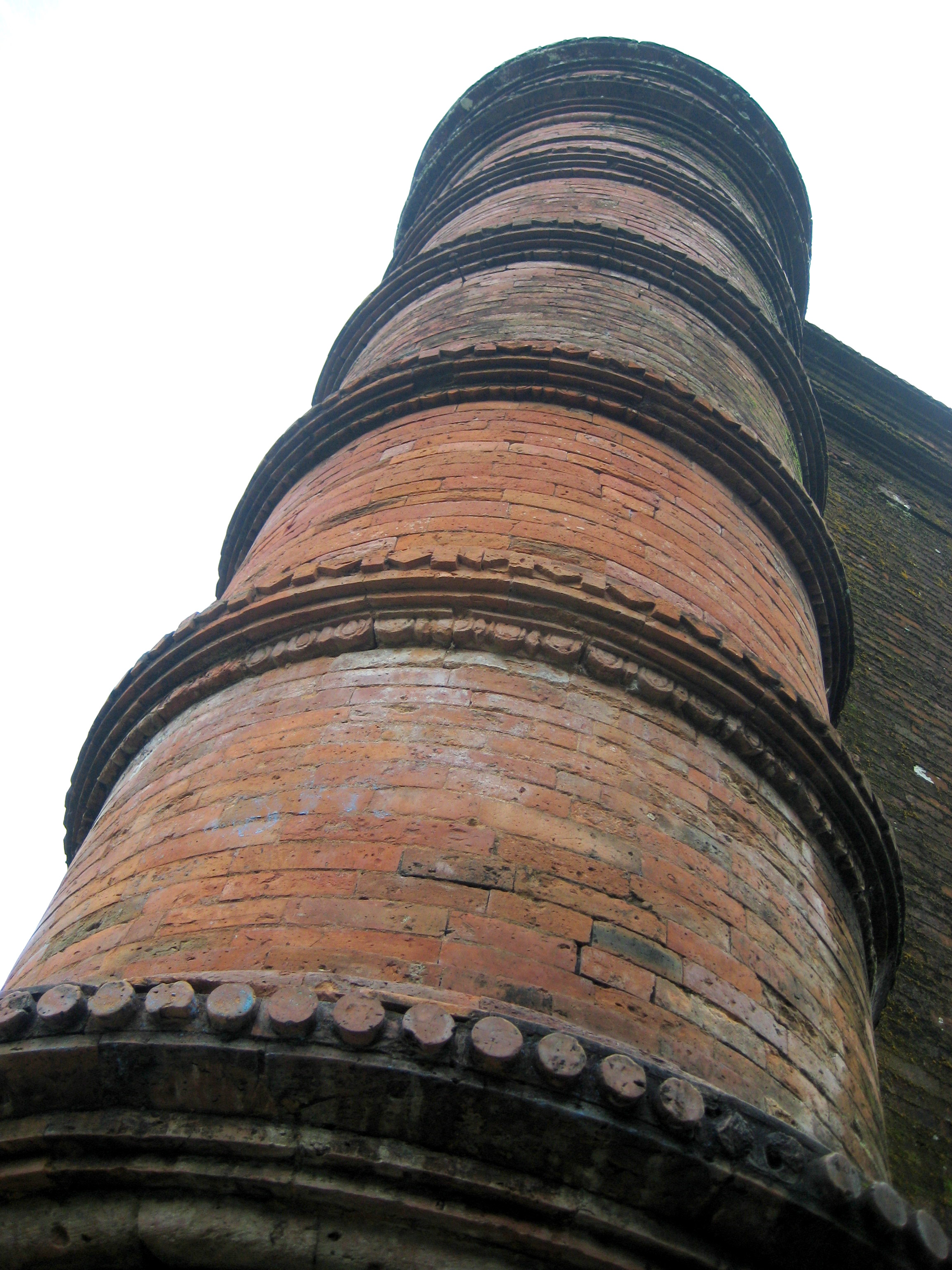
برج في زاوية مسجد القباب التسع (7)

لقد سيطر الطراز المعماري الإسلامي على تصميم المدينة بشكل واضح; على وجه التحديد، فإنن الزخرفة عبارة عن مزيج من أكثر من طراز، بما فيها البنغالي، والفارسي والعربي. تضم المدينة 360 مسجد(معظمهم ذو تصماميم مطابقة)، والعديد من المباني العامة، وأضرحة، وجسور وشبكات طرق وخزانات مياه. كان الطوب المحروق هو المادة التي تم استخدامها في البناء، والذي تدهورت حالته نتيجة لملوحة التربة والهواء.
أشار المخطط، الذي ظهر بعد الإزالة الأخيرة للغطاء النباتي الذي كان موجود حول المدينة التاريخية، إلى أن المدينة كان قد تم تطويرها في منطقتين مختلفتين; المنطقة الأساسية هي مسجد الستين قبة (مسجد شيت جومباض) ومحيطه والمنطقة الأخرى في الشرق وهي التي تحيط بضريح خان جيهان. وهناك مسافة تفصل بين المدينتين بحوالي 6.5 كيلومتر (4 ميل).
كانت المآذن تزين الزاويات الأمامية للمساجد، وكان ارتفاعها يمثل ضعف ارتفاع وجهة المسجد. وكان أيضاً تصميم الأبراج الموجودة في الزوايا الخلفية على نفس الطراز. كانت المآذن ذات طوابق مضاعفة ودائرية الشكل; إفريز بارز يحيط بجسم المئذنة من أعلى إلى منتصفها ونافذة موجودة في المنتصف توفر التهوية والإضاءة. ويوجد بالمئذنة من الداخل درج حلزوني الشكل يؤدي إلى أعلى. وكان يتم تزين المئذنة من الخارج بأنياب فيلة اصطناعية.
برج في زاوية مسجد القباب التسع

## المساجد
يشمل الجزء التالي على قائمة جزئية للمساجد، والمقابر أو الأضرحة والآثار الأخرى التي تم ترميمها من بين العديد من الآثار بالمدينة.

### مسجد الستين قبة

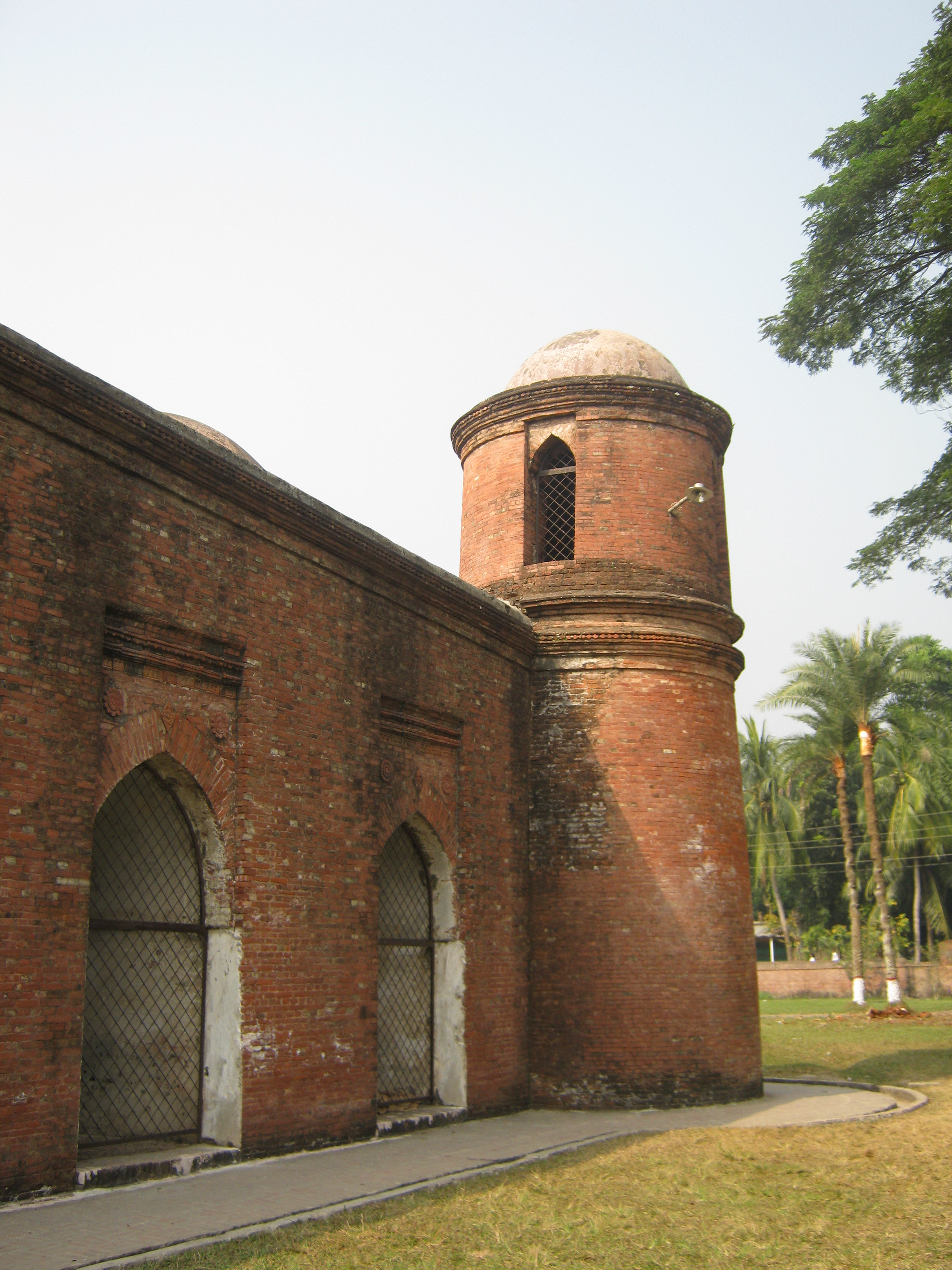
مئذنة مسجد الستين قبة -10

يقع مسجد الستين قبة على الضفة الشرقية لخزان المياه أو بركة (تاكور ديجي)، يُعد ذلك المسجد من أقدم المساجد ببنغلاديش ويوصف بأنه «مسجد تاريخي يمثل الحقبة الذهبية للبنغال المسلمة»(12). يقع المسجد على مساحة 160 قدم (49 متر) مضروبة في 108 قدم (33 متر). يمتاز المسجد بأنه فريد من نوعه حيث يحتوي على 60 عمود يدعمون 77 قبة منخفضة ذات منحنيات رائعة الشكل، والبالية بمرور الزمن; تشمل القباب على قباب مركزية رباعية الأطراف وتم بنائها على الطراز البنغالي، وتم تشييد المسجد في عام 1440م على يد خان جيهان علي.
كان المسجد يستخدم لإقامة الصلوات، وكان يُستخدم كقاعة اجتماعات وكمدرسة إسلامية. يوجد فوق سطح المسجد سبعة وسبعون قبة والأربعة المتشابهين عند الأربعة زوايا عبارة عن أبراج (كانت الأبراج تستخدم في رفع الآذان أي دعوة المسلمين لإقامة الصلاة). تحتوي قاعة الصلاة الكبيرة على 11 مدخل مقوسين الشكل في الشرق و7 في الشمال والجنوب ودور تلك المداخل هو توفير التهوية والإضاءة في القاعة. يوجد 7 ممرات طولية و11 حيز عميق في وسط الأعمدة الحجرية ضئيلة الحجم، تدعم تلك الأعمدة الأقواس المنحنية التي تغطيها القباب. يحتوي الجداري الغربي من الداخل على 11 محراب مزخرفين بالحجارة والفخار والأرضية مصنعة من الطوب اللبن. تأثرت الجدران والمحاريب بالكبريتات، ولكن معظم الأضرار تم ترميمها. يصل سُمك الأقواس إلى 6 أقدام (1.8 متر) ويتضائل حجم الأقواس بشكل طفيف فوق المناطق الجوفاء والجدران المستديرة. ويمتاز المسجد بأن معظمه مزخرف بالفخار والطوب اللبن. كان للمسجد أيضاً وظيفة أخرى حيث كان بمثابة بلاط الحاكم خان جيهان علي. يجذب المسجد الآن أعداد كبيرة من السياح والزائرين.

### مسجد القباب التسع

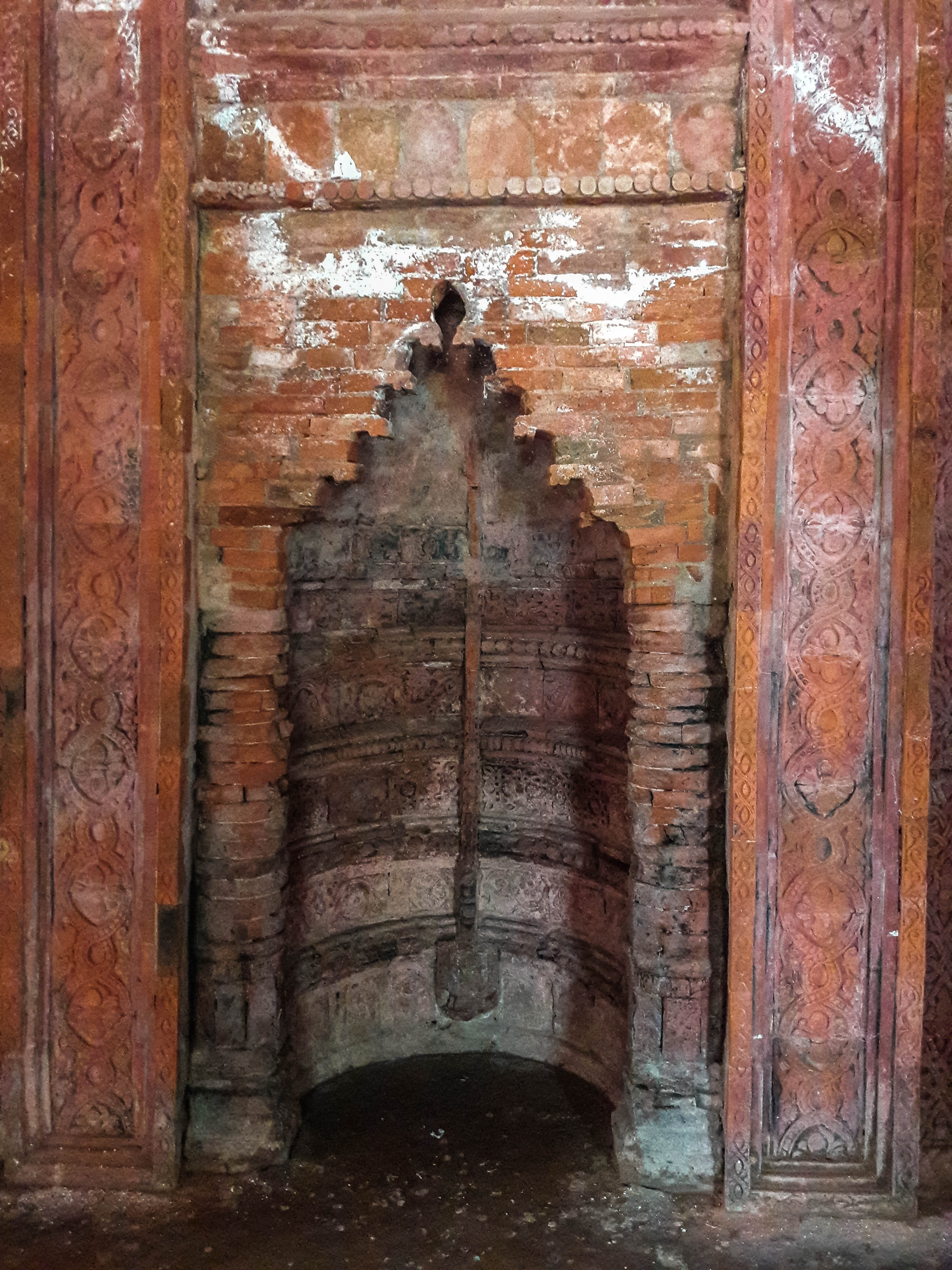
محراب مسجد القباب التسع

يقع مسجد القباب التسع غرب خزان مياه تاكور ديجي وتم بنائه في القرن الخامس عشر ميلادياً. ويقع أيضاً المسجد بالقرب من ضريح خان جيهان علي، وتبعاً للتقاليد فإن الجدار الغربي للمسجد الذي يشتمل على المحراب يكون في اتجاه الغرب ناحية مدينة مكة المكرمة; ويوجد حول المحراب زخارف زهرية الأشكال مصنوعة من الفخار وعناصر تشمل على الأزهار. وتحتوي الزوايا الأربع بالمسجد على أبراج دائرية الشكل. تدعم جدران المسجد قبة مركزية كبيرة ويحيط بها ثمانية قباب أصغر في الحجم. تأثر هذا البناء أيضاً بالكبريتات، وتم ترميمه بصورة ملحوظة. يقع بالقرب من المسجد كل من مسجد وضريح زيندا بير، ويعمهما الخراب.

### مسجد سينجير
يقع مسجد سينجير على الطريق المقابل لمسجد الستين قبة من الاتجاه الجنوبي الشرقي. المسجد مربع الشكر ويحتوي على قبة واحدة، وتصميمه مطابق لطراز خان جيهان علي حيث يدعم القبة الجددران السميكة ويعتليها إفريز محدب. إن مسجدي بيجي بيجني وشونا خولا هما أيضاً من المساجد التي تشمل على قبة واحدة ولكنهما أكبر بكثير في الحجم.

### مسجد رونفيجويبور
يحتوي مسجد رونفيجويبور على أكبر قبة في بنغلاديش. يبلغ عرض القبة إلى 11 متر (36 قدم) ويدعمها الأقواس وأسلوب المثلث الكروي. ومع ذلك، فإن المحاريب الرئيسية كانت بها زخرفة تعتمد على الأنماط زهرية الشكل. يقع المسجد في الجانب المقابل لضريح خان جيهان على طريق خولنا- باجيرهات. تم بناء مسجد رونفيجويبور على الطراز المعماري لخان جيهان. وتم ترميم عدة مرات في الماضي خلال سيتينيات وسبعينيات القرن الماضي. وعلى الرغم من ذلك، فإن المسجد بحاجة إلى أعمال ترميم أخرى من أجل تجنب الرطوبة أن تلحق الرطوبة ضرر داخل الضريح وفي الطوب على الأسطح الخارجية.

### مسجد شونا خولا

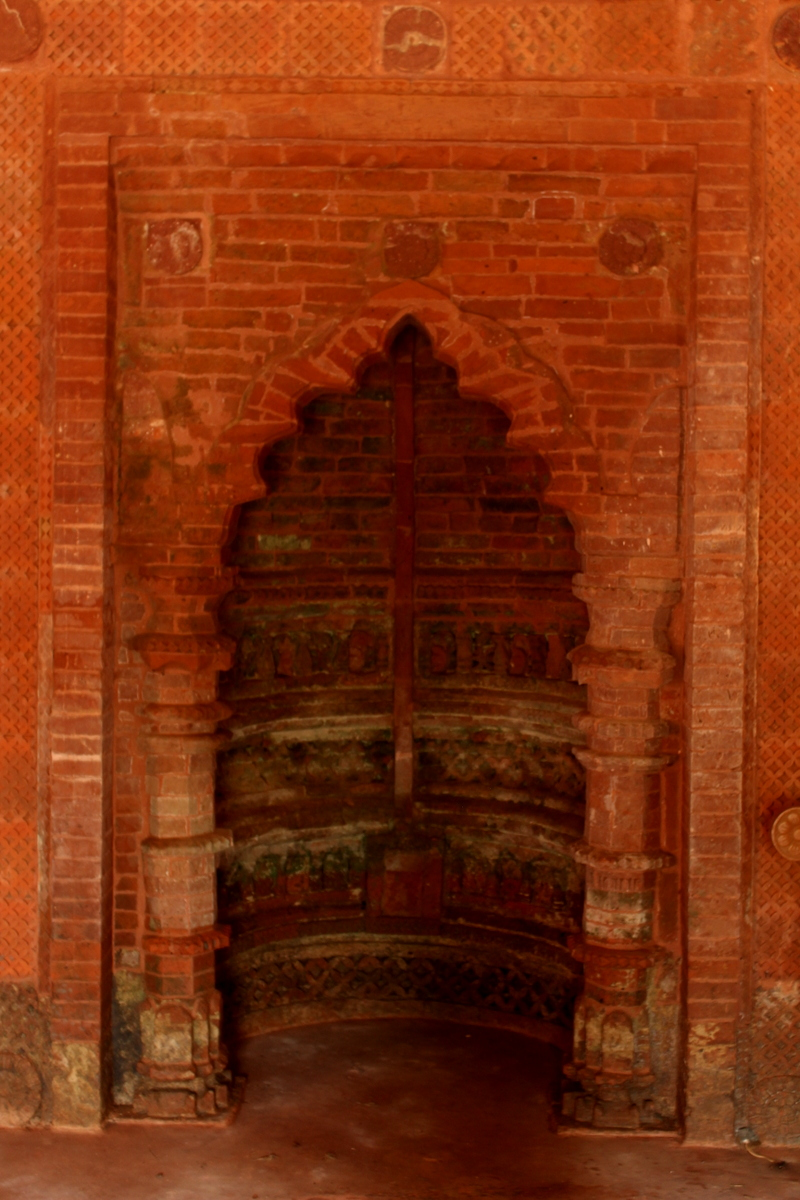
محراب مسجد شونا خولا
।

تم بناء مسجد شونا خولا في القرن الخامس عشر ميلادياً، ويقع المسجد في منتصف حقول الأرز بقرية شونا خولا (التي تم تسميتها على اسم الحجر الجيري الذي كان يتم استخراجه من تلك المنطقة بالماضي). تم تحديد هذا المسجد كممثل لفترة الانتقال من طراز خان جيهان في الآثار. تبلغ مساحة المسجد 7.7 متر مربع (25 قدم مربع) ويصل سُمك الجدران إلى 2.24 متر (7 قدم و4 بوصة). يحتوى المسجد على ثلاثة مداخل في الجانب الشرقي ومدخل في الجانب الشمالي وآخر في الجانب الجنوبي. يشتمل مسجد شونا خولا على ثلاثة محاريب ومحراب مركزي يُعد الأكبر حجماً ويمتاز ببروزه الخارجي، وقبة نصف كروية بها أقواس أمامية. ويوجد ايضاً حوامل للقباب ونص قباب. يختلف طراز هذا المسجد بشكل واضح عن طراز خان جيهان بالمساجد وذلك في زخرفته الخارجية وخاصة الوجهة الشرقية والتي تظهر أربعة ألواح مستطيلية الشكل يحدها زخرفة ورقية الشكل وثلمات ذات عناصر نباتية. ويحتوي المسجد على أربعة أبراج ذات إفريز منحني. تم ترميم المسجد في ثمانينيات القرن الماضي تبعاً لمجموعة القواعد الإرشادية الخاصة بمنظمة الأمم المتحدة للتربية والعلم والثقافة (يونسكو).

### ضريح خان جيهان
يقع ضريح خان جيهان في الضفة الشمالية لخزان المياه (بركة مياه تنتشر فيها التماسيح) وتُسمى ثاكور ديجي باللغة البنغالية. إن البركة مربعة الشكل وتم استخدام المواد التي يتم استخراجها منها في صناعة الضفة التي تم بناء الضريح عليها. تم التقرب من البركة من خلال الطبقات العريضة والدرجات شديدة الانحدار التي تم بنائها من الضفة الاصطناعية. يحتوي الضريح على قبة واحدة تم بنائها لتشمل مساحة 45 قدم مربع (14 متر مربع). تم استخدام الطوب اللبن في بناء جدران الضريح التي تتكون من خمس طبقات من الأحجار تشكل السرداب (القبو). من المصادر المسجلة لعام 1866م، تم ذكر أيضاً أن الأرضية كانت مطعمة بالقرميد الشمعي سداسي الشكل بمختلف التصميمات والألوان (معظم تلك الألوان: الأزرق، والأبيض والأصفر). وعلى الرغم من ذلك، فإن الضريح في وضعه الحالي يمكن رؤية به ذلك النوع من القرميد على بعض الدرجات فقط على الضريح نفسه. يحتوي الضريح (القبر) على أحجار سوداء تم استخدامها في إنشاء الضريح ودرجاته الثلاث. وتم نقش عليه بعض من آيات القرآن الكريم باللغتين العربية والفارسية. ويوجد أيضاً نقش على جدران السرداب والتي استدل منها على معلومات تاريخية حول حياة أولوج خان جيهان. فبعد تقاعده، قضى خان جيهان حياته في نفس المنطقة والتي توفى ودُفن فيها يوم الخامس والعشرين من أكتوبر عام 1459م، وتم الحفاظ على الضريح في نفس المكان. يُعد المكان الآن مكاناً مقدساً ومقصداً للأشخاص الذين يريدون إحياء ذكرى الرجل الذي كرس حياته لتشييد المدينة وبناء آثارها. إن ضريح بير علي (بير علي كان المساعد المقرب لخان جيهان) عبارة عن بناء ملحق بهذا الضريح وله نفس التخطيط. ويوجد أيضاً مسجد ملحق بالضريح يُسمى دارجا.

## المتحف

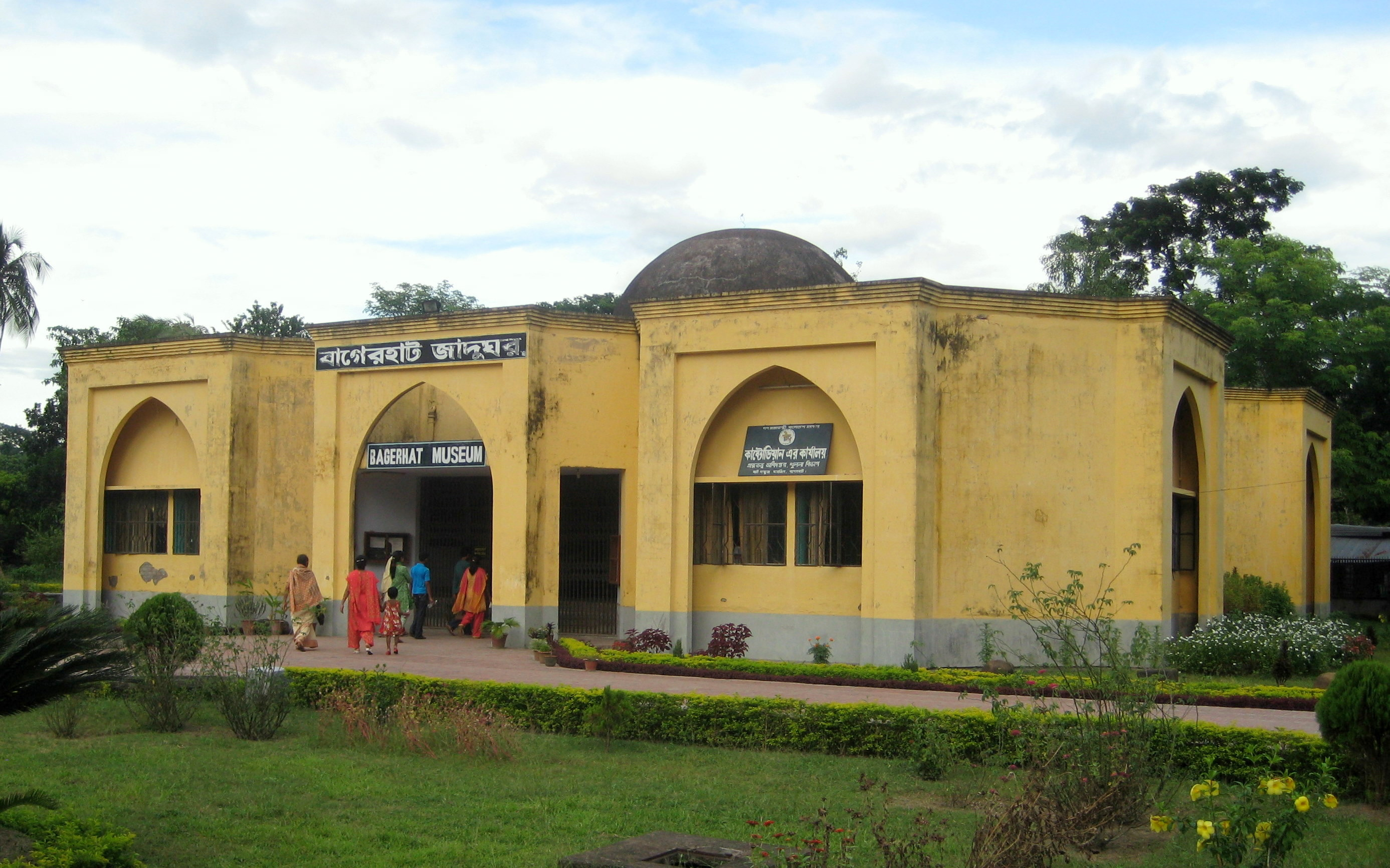
متحف باجيرهات

أنشأت وزارة الآثار ببنغلاديش متحفاً صغيراً، بالتعاون مع منظمة الأمم المتحدة للتربية والعلم والثقافة (يونسكو)، أمام مسجد شيت جومباض حيث الآثار القديمة المجمعة من الموقع التاريخي يتم عرضها به بهدف نشر المعرفة بتاريخ باجيرهات. يوجد بالمتحف ثلاث معارض للتحف الأثرية المتعلقة «بتاريخ مدينة المساجد بباجيرهات»، والتي تحتوي على نقوش، وأعمال وألواح فخارية والطوب المستخدم في الزخرفة. وتُعد الصور الخاصة بالمباني التاريخية الهامة ببنغلاديش جزء من المعروضات بالمتحف.